# KK Žarkovo
O Košarkaški klub Žarkovo (em sérvio:  Кошаркашки клуб Жарково), conhecido também apenas como Žarkovo, é um clube de basquetebol baseado em Žarkovo, arredores de Belgrado, Sérvia que atualmente disputa a 1.MRL. Manda seus jogos no Pavilhão Esportivo Žarkovo com capacidade para 800 espectadores.

## Histórico de Temporadas
| Temporada | Nível | Liga  | Pos. | J     | PL | Resultado        |
| --------- | ----- | ----- | ---- | ----- | -- | ---------------- |
| 2013-14   | 3     | 1.MRL | 4    | 20-6  |    |                  |
| 2014-15   | 3     | 1.MRL | 5    | 18-8  |    |                  |
| 2015-16   | 3     | 1.MRL | 9    | 11-15 |    |                  |
| 2016-17   | 3     | 1.MRL | 1    | 26-0  |    | Promovidocampeão |
| 2017-18   | 2     | 2.MLS | 7    | 14-12 |    |                  |
| 2018-19   | 2     | 2.MLS | 13   | 5-21  |    | rebaixado        |

fonte:srbijasport.net

### Títulos
Terceira divisão
Campeão (1):2017